# Melangea
Melangea (en griego, Μελαγγεῖα) fue un antiguo asentamiento griego situado en Arcadia.
Pausanias lo ubica en uno de los dos caminos que discurrían entre Argólide y Mantinea, e indica que desde allí bajaba el agua potable a Mantinea. Añade que a siete  estadios de este lugar se hallaba la fuente de los Meliastas, donde había un megaron dedicado a Dioniso, y donde se celebraban orgías dionisíacas. También había allí un templo de Afrodita Melénida.